# Ampermeter
Ampêrméter je merilna priprava, ki se uporablja za merjenje električnega toka. Enota za električni tok je amper (A), od koder je instrument dobil svoje ime. V vezju ga običajno vežemo zaporedno. Ampermeter ima majhno notranjo upornost, zato da ne povzroča opaznejših padcev napetosti in ne spreminja pogojev v vezju. Njegovo merilno območje lahko razširimo z vzporedno vezavo upora.
Instrumenti za merjenje manjših tokov, velikosti mili- in mikroamperov, se imenujejo miliampermetri oz. mikroampermetri. Prvi ampermetri so se za svoje delovanje zanašali na Zemljino magnetno polje. Do konca 19. stoletja pa so že obstajali boljši ampermetri, ki so lahko bili obrnjeni v katerokoli smer, z njimi pa je bilo možno izvajati natančne meritve v električnih sistemih. Njegova splošna oznaka v shemah električnih vezij je črka 'A'.

## Zgodovina
Povezavo med električnim tokom, magnetnim poljem in silami je prvi zabeležil Danec Hans Christian Ørsted leta 1820, ko je opazil, da se igla kompasa odmakne od smeri proti severu, če jo postavimo poleg žice, po kateri teče tok. To ugotovitev je izkoriščal tangentni galvanometer, ki je uporabil Zemljino magnetno polje za vrnitev kazalca proti začetni smeri, odklon kazalca od začetne smeri pa je bil odvisen od jakosti toka skozi bližnjo žico. Zaradi tega je bil instrument uporaben samo takrat, ko je bil poravnan z Zemljinem poljem. Njegovo občutljivost je bilo moč povečati z uporabo več zank žice, s čimer se je magnetno polje merjenega toka povečalo.

## Vrste
Obstaja več principov delovanja ampermetrov, vendar se vsi zanašajo na elektromagnetne sile.

### Premikajoča tuljava
Ampermeter na premikajočo tuljavo (D'Arsonvalov galvanometer) uporablja magnetni odklon. Tok teče skozi tuljavo, postavljeno v magnetno polje trajnega magneta, zaradi česar se tuljava zavrti. Sodobna različica, ki jo je razvil Edward Weston, uporablja dve sučni vzmeti, ki vračata kazalec v prvoten položaj. Zaradi enakomernega razmaka med železnim jedrom in magnetnima poloma je odklon kazalca premo sorazmeren toku skozi tuljavo, zaradi česar ima merilec linearno skalo. 
Ker je magnetno polje dipolno je smer odklona kazalca odvisna od smeri toka. DC ampermeter je zato občutljiv na polariteto toka; večina jih ima označen pozitivni priklop, nekateri pa imajo začetni položaj postavljen na sredino skale, zaradi česar lahko merijo tokove v obe smeri. Ampermeter na premikajočo tuljavo prikazuje povprečno vrednost toka skozenj, ki pa je nič za AC. Iz tega razloga se taki ampermetri uporabljajo samo za meritev DC toka.

### Premikajoč magnet
Ampermetri na premikajoč magnet delujejo na podoben princip kot na premikajočo tuljavo, le da je tukaj tuljava nameščena na ohišje, kazalec pa premika trajni magnet. Zmožni so merjenja večjih tokov, večinoma več deset amperov, saj je lahko tuljava narejena iz debelejše žice. Nekateri ampermetri tega tipa za delovanje ne potrebujejo sučnih vzmeti, saj za vračanje kazalca v začetni položaj uporabljajo fiksiran trajni magnet.

### Elektrodinamični
Elektrodinamični ampermeter uporablja elektromagnet namesto trajnega magneta. Zaradi tega je sposoben meriti tudi AC tokove.

### Mehko železo
Ampermeter na mehko železo uporablja košček železa, ki se premakne, ko nanj deluje elektromagnetna sila tuljave. Izumil ga je avstrijski inženir Friedrich Drexler leta 1884. Tak merilnik se odziva tako na enosmerni kot alternirajoči (izmenični) tok (za razliko od ampermetra na premikajočo tuljavo, ki deluje samo na enosmerni tok). Železni del je sestavljen iz premikajočega koščka, ki je pritrjen na kazalec, in pritrjenega koščka, ki je obdan s tuljavo. Tok skozi tuljavo inducira magnetno polje v obeh koščkih, zaradi česar se med njima ustvari odbijajoča sila, ki premakne premikajoči košček skupaj s kazalcem. Na kazalec je pritrjena tudi vzmet, ki ga sili nazaj v začetno lego. Ker je odmik kazalca sorazmeren s kvadratom toka, bi bila njegova skala nelinearna. Zaradi tega sta železna koščka običajno posebej oblikovana tako, da je sila med njima in posledično tudi skala dokaj linearna na večini merilnega območja. Ampermetri na mehko železo se običajno uporabljajo za merjenje tokov v AC vezjih z industrijsko frekvenco.

### Digitalni
Podobno kot je analogni ampermeter osnova za različne merilne instrumente, na primer voltmeter, je osnovni mehanizem za digitalne merilnike digitalni voltmeter. Digitalni ampermeter uporablja vzporeden upornik (angleško "shunt resistor") da ustvari kalibrirano napetost, ki je sorazmerna toku. To napetost izmeri digitalni voltmeter, z uporabo analogno-digitalnega pretvornika (ADC). Digitalni ekran je nato kalibriran za prikaz toka skozi vzporedni upornik (shunt).

### Integralni
V integralnih ampermetrih se tok sešteva čez čas, kar da za rezultat produkt toka in časa, to pa je sorazmerno z električnim nabojem (elektrino), ki preteče s tokom. To se lahko uporabi za merjenje energije (energija je električni naboj, pomnožen z napetostjo) ali pa za oceno kapacitete baterije ali kondenzatorja.